# Rossosz (gmina)
Pour les articles homonymes, voir Rossosz.
Rossosz est une gmina rurale (gmina wiejska) de la powiat de Biała Podlaska, dans la Voïvodie de Lublin, dans l'est de la Pologne.
Son siège administratif (chef-lieu) est le village de Rossosz, qui se situe environ 21 kilomètres au sud de Biała Podlaska (siège du powiat) et 78 kilomètres au nord-est de la capitale régionale Lublin (capitale de la voïvodie).
La gmina couvre une superficie de 76,12 km2 pour une population de 2 404 habitants en 2006.

## Histoire
De 1975 à 1998, la gmina est attachée administrativement à la voïvodie de Biała Podlaska.

Depuis 1999, elle fait partie de la voïvodie de Lublin.

## Géographie
La gmina inclut les villages et localités de :

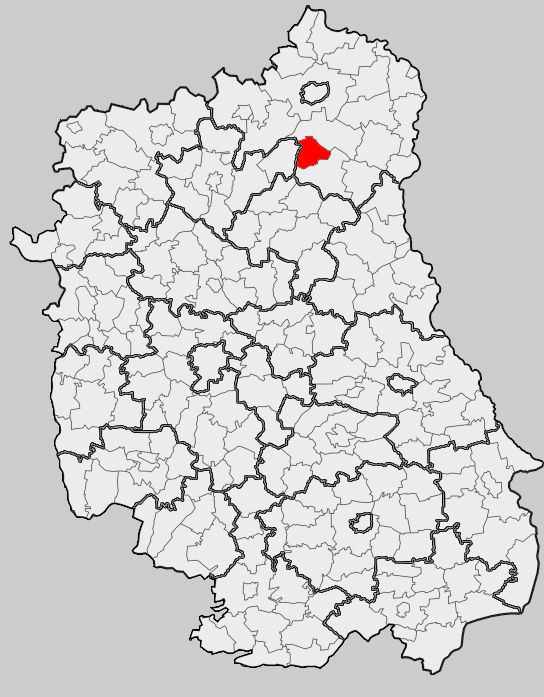
Position de la gmina dans la voïvodie

- Bordziłówka
- Kożanówka
- Mokre
- Musiejówka
- Romaszki

### Gminy voisines
La gmina de Rossosz est voisine des gminy suivantes :
- Komarówka Podlaska
- Łomazy
- Wisznice

## Structure du terrain
D'après les données de 2002, la superficie de la commune de Rossosz est de 76,12 kilomètres carrés, répartis comme telle :
- terres agricoles : 66%
- forêts : 29%

La commune représente 2,76% de la superficie du powiat.

## Démographie
Données du 30 juin 2004:
| Description        | Total  | Total | Femmes | Femmes | Hommes | Hommes |
| ------------------ | ------ | ----- | ------ | ------ | ------ | ------ |
| Unité              | Nombre | %     | Nombre | %      | Nombre | %      |
| Population         | 2 442  | 100   | 1 202  | 49,2   | 1 240  | 50,8   |
| Densité (hab./km²) | 32,1   | 32,1  | 15,8   | 15,8   | 16,3   | 16,3   |